# 2012-es Fonogram díj átadása
A 2012-es Fonogram-díj kiosztóra, a Fonogram-díj átadására 2012. május 8-án került sor.
A gálaest fellépői: Első Emelet, FreshFabrik, Kowalsky meg a Vega, Lord, Magashegyi Underground, Magna Cum Laude, Majka és a Hooligans, Palya Bea, SP, Takács Nikolas, Tóth Vera - Kökény Attila voltak.

## Az év hazai klasszikus pop-rock albuma
Bródy János – Az Illés szekerén (EMI)
- Ákos – Arénakoncert 2011 (Fehér Sólyom)
- Magna Cum Laude – Belső égés (Magneoton)
- Rúzsa Magdi – Magdaléna Rúzsa: Rúzsa Magdi estjének dalai (Magneoton)
- Zorán – Körtánc-Kóló (Universal Music)

## Az év külföldi klasszikus pop-rock albuma
Nickelback – Here And Now (Magneoton)
- Lenny Kravitz – Black And White America (Magneoton)
- Michael Bublé – Christmas (Magneoton)
- Red Hot Chili Peppers – I'm With You (Magneoton)
- Sting – Symphonicities (Universal Music)

## Az év hazai modern pop-rock albuma
FreshFabrik – Mora (Alexandra Records)
- Belmondo – Mikor (Music Fashion)
- Gringo Sztár – Pálinka Sunrise (BMC Records)
- Király Viktor – Solo (King Music)
- Kowalsky meg a Vega – Az évtized lemeze (CLS Music)
- Supernem – Tudományos-fantasztikus Pop (1G Records)

## Az év külföldi modern pop-rock albuma
Adele – 21 (Neon Music)
- Beyoncé – 4 (Sony Music)
- Bruno Mars – Doo-Wops & Hooligans (Magneoton)
- Lady Gaga – Born This Way (Universal Music)
- Maroon 5 – Hands All Over (Universal Music)

## Az év hazai alternatív albuma
Kiscsillag – Néniket a bácsiknak! (Megadó)
- Mocsok 1 kölyök – Mezítláb (CLS Music)
- Neo – The Picture (Neo)
- Óriás – Példák hullámokra (EMI Music Services)
- Quimby – Instant szeánsz (Tom–Tom Records)

## Az év külföldi alternatív albuma
Kasabian – Velociraptor! (Sony Music)
- Arctic Monkeys – Suck It And See (Neon Music)
- Björk – Biophilia (Universal Music)
- Florence and the Machine – Ceremonials (Universal Music)
- Foster the People – Torches (Sony Music)
- White Lies - Ritual (Universal Music)

## Az év hazai elektronikus zenei produkciója
Yonderboi (CLS Music)
- Brains (Megadó)
- Compact Disco (CLS Music)
- Fábián Juli & Zoohacker (CLS Music)
- Stereo Palma (DanceMania Recordings)

## Az év külföldi elektronikus zenei produkciója
Skrillex (Magneoton)
- David Guetta (EMI)
- Depeche Mode (EMI)
- Martin Solveig (Magneoton)
- Pitbull (Sony Music)

## Az év hazai hard rock vagy heavy metal albuma
The Idoru – Time (The Idoru)
- Depresszió – Vízválasztó (Hammer Music)
- Moby Dick – A holnapok ravatalán (Hammer Music)
- Subscribe – Bookmarks (EMI Music Services)
- Turbo – Lost Measure

## Az év külföldi hard rock vagy heavy metal albuma
Foo Fighters – Wasting Light (Sony Music)
- Dream Theater – A Dramatic Turn Of Events (Magneoton)
- Evanescence – Evanescence (EMI)
- Mastodon – The Hunter (Magneoton)
- Megadeth – Th1rt3en (Magneoton)

## Az év hazai szórakoztatózenei albuma
Szenes Iván – Hosszú az a nap (Szenes Kft.)
- Apostol – Szívek dallama (Tom-Tom Records)
- Budapest Bár – Hoppá! (Sony Music)
- Fivérek – Luxus tangó (Magneoton)
- Maszkura és a Tücsökraj – Pesti nők (CLS Music)

## Az év hazai gyermekalbuma
Halász Judit – Apa figyelj rám (Universal Music)
- Buborék – Zenébe zárt világ (EMI)
- Farkasházi Réka – Hajnali csillag peremén (Magneoton)
- Kardos-Horváth János - Földlakó(EMI Music Services)
- Napvirág – Nevet a Föld (Alexandra Records)

## Az év hazai felfedezettje
Ozone Mama (Ozone Mama)
- Baricz Gergő (Sony Music)
- Kállay-Saunders András (Mistral Music)
- Kocsis Tibor (Sony Music)
- Leander (Sony Music)
- Muri Enikő (Sony Music)

## Az év hazai jazzalbuma
Alapi István – niXFactor (Gramy)
- Dresch Quartet – Fuhun (Fonó)
- Fábián Juli & Sárik Péter – Feel Harmony (Unicus Hungary)
- Harcsa Veronika – Lámpafény (Harcsa Veronika)
- Váczi Eszter Quartet – Eszter Kertje (Tom-Tom Records)

## Az év hazai nép- vagy világzenei albuma
Kerekes Band – What The Folk!? (Kerekes Band)
- Besh o droM – Kertünk alatt (NarRator Records)
- Csík zenekar – Lélekképek (Fonó)
- Holdviola – Vándorfecske (WM Records)
- Ocho Macho – Online a világ (CLS Music)

## Az év hazai klasszikus vagy kortárs komolyzenei albuma
Hortobágyi László-Gáyan Uttejak Orchestra – Entransociety (NarRator Records)
- Bánkövi Gyula – A fény felé (Hungaroton)
- Hárs Viktor – Cloudsound (Hárs Viktor)
- Ligeti és Kurtág – Carnegie Hall (BMC Records)
- Liszt (vezényel: Kocsis Zoltán) - Les Préludes, Magyar Fantázia, Amit a hegyen hallani (Magneoton)

## Az év dala
- Vastag Tamás & Vastag Csaba: Őrizd az álmod

## Életműdíj
- Horváth Attila

## Ballantine's - Fonogram Különdíjak
- év énekesnője: Janicsák Veca (Sony Music)
- év énekese: Vastag Csaba (Sony Music)
- év zenekara: Leander (Sony Music)